# يوسف المختاري
يـوسف المخـتاري لاعب مغربي من مواليد 5 مارس 1979 في بني سيدال التي تقع في منطقة الريف بإقليم الناظور في شمال المغرب لاعب كرة قدم مغربي دولي ويعتبر من أفضل اللاعبين الذين مروا على تاريخ المنتخب المغربي، يلعب حاليا لصالح نادي واكر بورهاوزن في دوري الدرجة الثالثة بألمانيا، ومنتخب المغرب سابقا في مركز وسط الميدان وتحديدا في الوسط المتقدم.

## نشأته وحياته
ولد يوسف المختاري في الخامس من مارس عام 1979 في بني سيدال بمدينة الناظور المغربية ثم انتقل للعيش رفقة عائلته وهو طفل إلى ألمانيا بمدينة دويسبورغ، التي بدأ فيها شغفه الكبير بكرة القدم منذ الصغر. ولديه شقيق أصغر منه سنًا اسمه وليد هو أيضا لاعب كرة قدم محترف، أما والده لم يتوقع أبدا أن المختاري الطفل سيأخد اسم العائلة عاليا بموطنه الحالي ألمانيا وفي بلده الأصلي المغرب، وإكتشفه الجمهور المغربي أول مرة خلال نهائيات كأس الأمم الأفريقية 2004.

## مسيرته الكروية
بدأ يوسف المختاري مسيرته الرياضية ناشئا في أحد أندية الهواة بألمانيا وبعدها التحق بفريق راونهايم وقدم معه مستوى جيد، إلى أن رصدته عيون فريق إفسفي فرانكفورت الذي انتقل إليه ولعب له لمدة عامين ما بين 1998 و2000 في أول تجربة احترافية له، وشارك في 64 مباراة إقليمية وسجل فيها 12 هدف. وفي سنة 2000 انتقل إلى فريق يان ريجينسبورغ لعب مع الفريف موسمين متثاليين في الموسم الأول لعب 22 مباراة وسجل فيها 3 أهداف وفي ثاني موسم له مع يان ريجينسبورغ لعب 24 مباراة وسجل 7 أهداف. وفي عام 2002 إنضم إلى فريق واكر بورهاوزن لموسمين ولعب معهم 58 مباراة وسجل 10 أهداف، وأقام النادي حفلا رسميا على شرفه حيث أُعتبر أفضل رجل وسط ميدان خلال الموسم المنتهي.
وفي صيف عام 2004 وقع يوسف عقدا جديدا مع نادي إنيرجي كوتبوس بالدرجة الثانية بمبلغ قدره 700 ألف أورو لمدة 3 سنوات من 2004 إلى 2007 شريطة صعود النادي إلى قسم الكبار بشكل رسمي ومع أن يوسف المختاري كان مطلوبا من لدن أندية فيردر بريمين وميونخ 1860 إلا أنه قرر في الأخير الانتقال إلى نادي إنيرجي كوتبوس في التاسع من يونيو 2004 وشارك معهم في 27 مباراة وسجل 8 أهداف، لكن بعد فشل ناديه في آخر دورة من بطولة البوندسليغا الثانية في حيازة المركز الثالث المؤدي إلى الصعود رفض مواصلة اللعب ضمن صفوفه وأراد الانفصال عن النادي والانتقال إلى فريق آخر بأحد أندية القسم الأول لكن مسؤولي ناديه إنيرجي كوتبوس رفضو الاستغناء عن المختاري والسماح له بمغادرة الفريق وذلك بسبب الظروف التي يمر فيها الفريق وبسبب ضعف المقابل المادي والصفقة التي لم تكن في مستوى طموحات النادي، لكن في نهاية المطاف تم التوصل مع المختاري إلى اتفاق وتأكيد شفوي حول إمكانية ترك الفريق.
وفي شهر 8 سنة 2005 انتقل يوسف المختاري إلى نادي كولن الذي ينافس ضمن دوري الدرجة الأولى الألماني على سبيل الإعارة لموسم واحد بعد فشل صفقة البيع مع إمكانية ضمه إلى صفوفه بعد انتهاء عقد الإعارة ولكن بمقابل مادي لا يقل عن نصف مليون أورو، وكان نادي كولن يود شراء المختاري بصفة رسمية لكن إنيرجي كوتبوس رفض بيعه بسبب ضعف العرض المادي الذي تقدم به قصد الحصول عليه بصفة دائمة، ولعب مع الفريف موسما واحدا وتألق معه، وفي نهاية الموسم وبسبب خلاف مع المدرب فك نادي كولن ارتباطه بيوسف المختاري وعاد للتدرب مع فريقه الأصلي إنيرجي كوتبوس، قبل الانضمام لفريق آخر.
وفي سنة 2006 قرر يوسف المختاري المجيء إلى نادي دويسبورغ بكونه له علاقة جيدة مع المدرب رودولف بومر، فوقع عقدا مدته عامين، وجدد عقده الاحترافي لموسم إضافي إلى غاية يونيو 2008 باختيار شخصي دون التفكير مجددا بعرض هامبورغ وهيرتا برلين، وكان هو نجم فريق دويسبورغ خلال الموسم المنتهي حين سجل له 13 هدفا من أصل 39 مباراة، وتوج هدافا في الدوري واختير أيضا كأفضل لاعب بالفريق الدي حقق معه الصعود المباشر إلى القسم الأول بعد عام من نزوله، وخلال فترة الانتقالات غادر المختاري فريق دويسبورغ بسبب عدم رغبة المسؤولون في استمراره قبل ساعة العقد المنتهي، وكانت لحظة فشل عنيفة تلقَّاها حيث كان المختاري تحت ضغط الألم والإصابة بعد الصعود، ولم يعترف الفريق بالتضحيات التي أسداها له حيث دخل النادي في مفاوضات سرية مع نادي الريان القطري، ثم أعطى رئيس النادي الضوء الأخضر لتغيير الأجواء وقبول عرض النادي القطري وبهذا كان تمديد عقد المختاري مع النادي الألماني أمرا مستحيلا، وانتهى كل شيء مع فريق دويسبورغ. وبعد افتتاح مرحلة الانتقالات الشتوية في البلدان الأوروبية في يناير عام 2008، رحل المختاري إلى قطر بغرض الانضمام إلى صفوف نادي الريان على سبيل الإعارة لفترة ستة أشهر قابله للتجديد في أول تجربة احترافية له بدول الخليج، وكان حضوره بارزا من خلال النتائج المحصل عليها كما كان عميدا للفريق رغم قصر المدة حيث لعب فقط 12 لقاء وسجل خلالها 7 أهداف، وعندما انتهت مدة العقد رفض تجديد العقد الذي يربطه مع الريان القطري برغم إلحاح مسؤوليه بدعوى أنه ليس ماديا وليس من الوجوه لتي تبحت عن المال، وعاد إلى موطنه ألمانيا من أجل البحث عن آفاق أخرى وتحدي جديد بذلا من البقاء في قطر التي إعتبرها محطة للمال، ولما عاد إلى ألمانيا إنضم لناديه القديم اف سى في فرانكفورت دون مقابل مادي إذ فضل أن تكون الامتيازات المادية المقدمة إليه مهداة على شكل عمل خيري للأطفال المحتاجين.
وفي عام 2009 انتقل المختاري إلى نادي فيورث وشارك معه في 11 مباراة وتمكن من تسجيل 5 أهداف وكان ظهوره متواضعا، حتى أنهى تعاقده مع النادي ليصبح بعدها لاعبا حرا. وقبل انتهاء المرحلة الثانية من انتقالات اللاعبين للأندية بأوروبا سنة 2010 ارتبط نادي ميتز الفرنسي على وجه السرعة مع المغربي يوسف المختاري ضمن عقد احترافي يمتد لموسم ونصف ما جعل المختاري يختار هذه المرة دخول تجربة جديدة خارج ألمانيا ويغير الأجواء مرة أخرى صوب فرنسا وكان مسرورا هناك لأنه كان يلتقي بزملائه في المنتخب المغربي سابقا، وفي بداية الموسم وجد عدة صعوبات قبل أن يضمن مكانته رفقة الفريق ورغم تألقه في آخر دورات الموسم إلا أن الأمور جرت عكس طموحاته إذ كانت إدارة نادي ميتز ترغب في تقليص راتبه الشيء الذي جعل يوسف يرفض ذلك فلم يعد متحمسا في مواصلة مشواره بالفريق مما جعل أبواب المغادرة مفتوحة في وجهه حتي توصل إلى اتفاق ودي مع مسيري النادي لفسخ العقد.
وبعد انتهاء تجربته القصيرة بالدوري الفرنسي عاد من أين أتى بالتحديد من ألمانيا وغاب سنة كاملة عن الساحة الكروية ويرجع ذلك إلى حساسية العشب التي أثرت عليه وبسبب مرحلة الفراغ التي مر خلالها إذ عاش لحظات عصيبة وظل بدون فريق منذ الانفصال عن فريق ميتز الفرنسي. وفي صيف 2011 شاءت الأقدار أن يلتحق المختاري مع فريق واكر بورهاوزن الممارس حاليا بدوري الدرجة الثالثة الذي سبق أن لعب له ما بين 2002 و 2004 وكان مدرب فريق واكر بورهاوزن سابقا رودولف بومر واحد من الأسباب التي جعلت يوسف المختاري ينضم للفريق حيث إتصل به يسأله عن إمكانية التحاقه باستعدادت الفريق للحفاظ على لياقته البدنية فوافق صديقه القديم على الأمر وتعاقد مع الفريق بشكل رسمي لمدة موسم واحد وينص العقد بتمديده لسنة إضافية في حالة التأهل إلى دوري الدرجة الثانية الألماني.

## مع المنتخب المغربي
شارك المختاري في أول مباراة رسمية مع منتخب المغرب في بطولة كأس الأمم الأفريقية لكرة القدم 2004 التي أقيمت في تونس ضد منتخب نيجيريا وسجل أول هدف دولي له خلال اللقاء التاني من الدور الأول ضد منتخب البنين من ضربة زاوية مباشرة.
يوسف المختاري الذي أدخل الفرحة في قلوب الجماهير المغربية كان واحد من الأسود الذين زأروا بمحطة تونس وأطلقوا العنان لمواهبهم، بفضل مهاراته التقنية وتمريراته الحاسمة ونظرته الثاقبة وتسديداته الخادعة التي هزت شباك اعتد الحراس، صال وجال في الملاعب الدولية وبوجه الخصوص الألمانية، تفنن وأبدع حتى أكد وبجدارة أنه له الأحقية الكبرى في حمل القميص الوطني آنذاك بقيادة الذاهية بادو الزاكي الذي كان له الفضل الكبير في ظهوره.
المختاري يحب بلده المغرب حتى النخاع وقد أتبث ذلك في العديد من المناسبات، وهو ضد باقي زملائه الذين اختاروا الدفاع عن ألوان منتخبات البلدان التي ولدوا بها، حيث يعتبر اللعب للبلد الأصلي قرارا يخرج من القلب ولا تمليه المصالح المادية، قدمه اليسرى سر قوته، وصلابة أهل الريف التي تميزه جعلته نجما شامخا في عيون كل المغاربة. وكان له الدور الأكبر في وصول الأسود إلى نهائي الكان 2004 بلقب وصيف بطل أفريقيا بعد أن خاضوا المباراة النهائية وخسروها أمام نسور قرطاج حيث سجل في نصف النهاية ضد منتخب مالي الهدفين الأول والتاني من ضربة خطأ مباشرة ومن قدفة على بعد 25 متر وأعاد المغرب في لقاء النهاية ضد تونس من ضربة رأسية ارتمائية رائعة وهو من احتل صدارة الهدافين بأهداف قمة في الروعة وبطرق مختلفة وتوج بلقب هداف كأس أفريقيا 2004 بأربعة أهداف، خلال لقاء النهاية بملعب رادس، وبعد عودته من العرس التونسي تهافتت عليه عدة فرق ألمانية لكنه ظل يتوق ويطمح للالتحاق بفريق يوازي طموحاته ويحقق معه أحلامه إلى أن انضم لفريق دويسبورغ العريق، وأكد أنه لم ينس ما قدمه له المنتخب سنة 2004 من نجومية بتونس، لكن ومنذ خروج بادو الزاكي من الإدارة التقنية للمنتخب المغربي غاب المختاري بسبب عدم توجيه الدعوة إليه خصوصا من طرف المدرب امحمد فاخر، لكن غياب صانع ألعاب حقيقي وفشل عدة أسماء في هدا المركز وتألقه تلك الفترة رفقة ناديه الألماني دويسبورغ عوامل عجلت بدعوته في الأيام الأخيرة للمدرب امحمد فاخر قبل إقالته من منصبه، إذ أشركه في المباراة ضد زيمبابوي برسم إقصائيات كأس أمم أفريقيا 2008.
وعندما ترددت أخبار حول قراره برفض اللعب للمنتخب الوطني، سارع المختاري لتكذيب هذه الإشاعة بالقول:«لم أكن يوما رافضا اللعب للمنتخب المغربي فقط لم أحضر للمغرب، لأنه ببساطة فريقي لم يتوصل بأية دعوة من الجامعة الملكية المغربية لكرة القدم».
حتى آتى الموعد 16 نونبر 2007 عندما عاد المختاري للمنتخب الوطني المغربي بعد غياب لعامين كاملين كان ذلك على ملعب فرنسا، في اللقاء الودي للمغرب أمام فرنسا لكن هده المرة بقيادة المدرب الفرنسي هنري ميشيل، أما الهدف التاني الذي سجله في مرمى الفرنسيين أعاد المختاري إلى الواجهة في المغرب حيت كان الجمهور الرياضي الواسع، وأبناء الريف بالخصوص ينتظرون عودته وأيضا الجالية المغربية المقيمة بألمانيا.
وبعد مباراة المغرب الودية التي جمعته بمنتخب السنيغال تجاهله المدرب المستقيل هنري ميشيل مثل التهميش الذي طاله في فترة سابقة ولم يلعب بعدها أساسيا في أي مباراة بما فيها كأس الأمم الأفريقية لكرة القدم 2008 في غانا التي كان ضمن تشكيلها ورغم تصريحاته المعبرة التي تبين رغبته الشديدة في الانضمام من جديد إلى عرينه ضمن المنتخب وكذلك الحب الكبير الذي يكنه لوطنه المغرب إلا أن الأمور جرت عكس طموحاته حتى أصبح مصيره النسيان إلى اليوم...
مشاركته وإحصائياته رفقة الإسود:
أول مباراة له مع المنتخب المغربي: المغرب 2-0 ترينيداد توباغو(مباراة ودية) 10 شتنبر 2003، وأول هدف له مع المنتخب المغربي: المغرب 1-0 منتخب البنين(كأس الأمم إفريقيا2004) 31 يناير 2004، وعدد مقابلاته مع المنتخب المغربي: 23 مقابلة، أما عدد الأهداف مع المنتخب المغربي: 7 أهدف منها 4 في كأس الأمم الأفريقية.
أبرز أهدافه رفقة الأسود: هدف التعادل ضد تونس في نهائي كأس الأمم الأفريقية 2004، وهدفه التاريخي في معقل بوتسوانا في إطار تصفيات كأس العالم: أفريقيا 2004، وهدفه الجميل ضد بنين في دور المجموعات في كأس أمم إفريقيا، 2004 وهدف التعادل الثاني للمغرب ضد فرنسا في المباراة الودية بستاد دو فرانس الدولي. وأخر مباراة لعب فيها يوسف مع المنتخب المغربي كانت ضد منتخب ناميبيا في كأس الأمم الأفريقية لكرة القدم 2008.

## حياته الشخصية
ولد يوسف بالمغرب في مدينة الناظور وبعد أن غادر والده الحاج مصطفى المختاري المغرب وهاجر إلى ألمانيا قبل 45 سنة للبحث عن ظروف معيشة أفضل وإيجاد وظيفة أفضل لكسب المال. وبعد تسوية الوضع هنالك والعثور على عمل في شركة صنع الأدوية أحضر عائلته إلى ألمانيا خلال فترة وجيزة وكان يوسف بين أفراد الأسرة التي تشمل شقيقه الأكبر عمر الدي كان رئيس أحد فرق قسم الهواة مند سنة 2004 في مدينة راونهايم والآن أصبح يعمل مدير ومدرب بمدرسة تكوين اللاعبين بمدينة فرانكفورت وشقيقه الأصغر وليد وهو أيضا لاعب كرة قدم محترف وسبق له أن لعب مع يوسف في نفس الفريق باف سى في فرانكفورت موسم 2008/2009.
تربى يوسف بألمانيا بالضبط في مدينة دويسبورغ ووالده هو من شجعه على ممارسة رياضة كرة القدم مند الصغر حيت كان يرافقه إلى الملعب ويسافر معه ويشاهد جميع مقابلاته ولكنه لم يكن يحلم أنه في يوم ما سوف يصبح إبنه لاعبا محترفا، ومعروف أنه ليس من السهل أن يتأقلم أي لاعب مع أجواء وطقوس كرة القدم الألمانية، لكن يوسف نجح في تحمل التداريب القاسية وتكيف بسهولة مع الأساليب التكتيكية والاندفاعات القوية التي يطالب بها المدربون، وتمكن بذلك من فرض نفسه في بلد لا يعترف بشيء يسمى الكسل أو التقاعس.
ورغم نشأته في بيئة غربية فإنه يحب بلده الأصلي كثيرا ويتفاعل مع كل ما هو مغربي بحب خاص ويعود كل صيف للمغرب ليقضي عطلته ويعتبره أجمل مكان للاستراحة ويحب مدينة مراكش والناظور والدارالبيضاء وأكادير والمختاري رجل التواصل كذلك، فقد انسجم بسرعة داخل المنتخب المغربي، إذ وجد كل السند في زملائه والطاقم التقني لتدليل الصعاب واليوم يتواصل بشكل طبيعي بعدما تعلم الحديث بـ الدارجة المغربية.
يوسف المختاري متواضع في حياته ويمتاز باخلاق حميدة ومهارات عالية وله بنية جسمانية قوية، يحب الموسيقى العربية وأيضا موسيقى الراب والبوب وأفضل الأفلام التي شاهدها فيلم «غلادياتور» وفيلم «سكارفايس» للممثل «آل باتشينو»، ولديه هوايات أخرى يمارسها في فترة الفراغ منها كرة السلة والتنس والقراءة ويحب البقاء كثيرا لوحدة لكي يفكر ويركز وفي كيف يمكنه أن يتعامل مع مختلف الأشياء وما سيفعله في المستقبل، وما زالت لديه اتصالات مع أصدقائه في المنتخب عبد السلام وادو وحاجي والشماخ والبخاري وموحا اليعقوبي، ودائما قلبه متعلق بالمنتخب الوطني المغربي.
المختاري يتحدث اللغة الأمازيغية كلغة أم.و الألمانية والإنكليزية والدرجة المغربية وحالتة الاجتماعية متزوج وأب لطفل واحد أما لاعبه المفضل فهو زين الدين زيدان، وعن علاقته بشهر رمضان فقد كان والداه يحثناه على الصوم والصلاة، لذلك جبل على إقامة شعائره الدينية منذ صغره وفرض احترامه على مدربي ومسؤولي إدارات الفرق الألمانية التي لعب في صفوفها، ورغم أنه كان يتعرض في بعض الأحيان للمضايقات، مثل وضعه بين اللاعبين البدلاء في بعض المباريات بدعوى عدم جاهزيته بدنيا، إلا أنه كان يصر على الصوم حتى حين انضم لأكبر الفرق الألمانية، وهذا الإصرار جعله محط احترام وتقدير من طرف مسؤوليه وجميع زملائه اللاعبين.
وفي صيف 2007 حل المختاري بالمغرب بمدينة الناظور مرفوقا بأخيه عمر ولاعب اخر يلعب بإحدى فرق القسم الثاني بألمانيا ينحدر من مدينة بركان من أجل المشاركة في دوري كأس مولاي الحسن التي تنضمه مؤسسة إثري الريف الرياضي الناظوري، ومشاركته تكمن في المقابلة الاستعراضية التي شارك فيها مجموعة من ألمع نجوم كرة القدم المغربية بالمهجر ومنهم اللاعب الدولي السابق مصطفى حاجي، وقام المختاري بجولة جاب من خلالها شارع محمد الخامس وفضاء الكورنيش وأكملها بجلسة ممتعة مع بعض زملائه وإدرايي مؤسسة إثري الريف الناظوري وممثل جريدة النخبة ومدير موقع ريف سبور في مقهى فيكتوريا وقد أعجبته مدينة الناظور التي غاب عنها أزيد من 9 سنوات ولمس فيها مجموعة من المتغيرات، وبعدئذ ذهب إلى القاعة المغطاة وقام بحصة تدريبية على أرضيتها رفقة لاعبي إثري الريف لكرة القدم المصغرة ثم غادر مدينة الناظور مباشرة بعد المقابلة الاستعراضية في اتجاه ألمانيا.

## إحصائياته

### الأندية
الأندية:
| أهداف | لعب | قسم                            | البلد   | نادي                | موسم        |
| 4     | 32  | الدوري الألماني المحلي جنوب    | ألمانيا | اف سى في فرانكفورت  | 1998 - 1999 |
| 7     | 31  | الدوري الألماني المحلي جنوب    | ألمانيا | اف سى في فرانكفورت  | 1999 - 2000 |
| 3     | 22  | الدوري الألماني المحلي جنوب    | ألمانيا | يان ريغينسبورغ      | 2000 - 2001 |
| 7     | 24  | الدوري الألماني المحلي جنوب    | ألمانيا | يان ريغينسبورغ      | 2001 - 2002 |
| 4     | 30  | الدوري الألماني الدرجة الثانية | ألمانيا | واكر بورهاوزن       | 2002 - 2003 |
| 6     | 28  | الدوري الألماني الدرجة الثانية | ألمانيا | واكر بورهاوزن       | 2003 - 2004 |
| 8     | 27  | الدوري الألماني الدرجة الثانية | ألمانيا | إنيرجي كوتبوس       | 2004 - 2005 |
| 0     | 14  | الدوري الألماني الدرجة الأولى  | ألمانيا | نادي كولن           | 2005 - 2006 |
| 12    | 32  | الدوري الألماني الدرجة الثانية | ألمانيا | دويسبورغ            | 2006 - 2007 |
| 1     | 7   | الدوري الألماني الدرجة الأولى  | ألمانيا | دويسبورغ            | 2007 - 2008 |
| 0     | 15  | دوري نجوم قطر                  | قطر     | نادي الريان الرياضي | 2008 - 2008 |
| 4     | 24  | الدوري الألماني الدرجة الثانية | ألمانيا | اف سى في فرانكفورت  | 2008 - 2009 |
| 2     | 11  | الدوري الألماني الدرجة الثانية | ألمانيا | جرويثر فيورث        | 2009 - 2010 |
| 1     | 9   | الدوري الفرنسي الدرجة الثانية  | فرنسا   | نادي ميتز           | 2010 - 2010 |
| 0     | 3   | الدوري الفرنسي الدرجة الثانية  | فرنسا   | نادي ميتز           | 2010 - 2011 |
| 7     | 29  | الدوري الألماني الدرجة الثالثة | ألمانيا | واكر بورهاوزن       | 2011 - 2012 |

===الدولية=== 
| المنتخب | السنة     | الظهور | الأهداف | المسابقة             |
| ------- | --------- | ------ | ------- | -------------------- |
| المغرب  | 2004-2008 | 10     | 2       | مبارايات ودية        |
| المغرب  | 2004-2008 | 7      | 1       | اقصائيات كاس أفريقيا |
| المغرب  | 2004-2008 | 7      | 14      | كأس الأمم الأفريقية  |

## إنجازاته
- أفضل لاعب وسط ميدان مع نادي واكر بورهاوزن لموسم 2003/2004
- لقب وصيف بطل كأس الأمم الأفريقية لكرة القدم 2004 مع منتخب المغرب
- هداف كأس الأمم الأفريقية لكرة القدم 2004
- أحسن لاعب في نادي دويسبورغ لموسم 2007/2008
- تحقيق الصعود المباشر إلى القسم الأول مع نادي دويسبورغ لموسم 2007/2008
- أفضل لاعب مع نادي واكر بورهاوزن لموسم 2011/2012